# Nichlas Thorsgaard
Nichlas Thorsgaard Jacobsen (født 3. december 1984) er en dansk fodboldspiller, som spiller i Akademisk Boldklub.
Nichlas er forsvarsspiller og har spillet for 2. holdet i Esbjerg fB. Han har tidligere spillet i Tarp Boldklub.